# Бьорнеруд, Маршия
Маршия Бьорнеруд (англ. Marcia Bjornerud) — норвежско-американский геолог и автор научно-популярных книг. Профессор Lawrence University в Аплтоне, штат Висконсин, США. Основные интересы — физика землетрясений и горообразования.

## Биография
Получила диплом бакалавра по геофизике в Университете Миннесоты, затем дипломы магистра и доктора философии в университете Висконсин-Мадисон. Проходила постдокторантуру в Центре полярный и климатических исследований при Университете штата Огайо.
Работала геологом в канадском Центре геологических исследований и Норвежском полярном институте. Преподавательскую работу начала в Университете Майами в Огайо. Вскоре перешла в университет Lawrence, где создала программу по изучению охраны окружающей среды и возглавляет кафедру по охране природы имени Шобера (Schober Endowed Chair in Environmental Science). Ведет курсы по геологии вулканических пород и планетарной геологии.
Имеет трех сыновей, увлекается лыжным спортом и велоспортом.

## Научная деятельность
С группами студентов ведет исследования тектоники Гогебичского хребта и урочища Turtle-Flambeau Flowage, Висконсин, США. В 2012 году составила отчет для природоохранной организации Great Lakes Indian Fish & Wildlife Commission о влиянии открытой разработки железной руды на состояние гидрологии бассейна реки Bad River и озера Kakagon Sloughs.
Бьорнеруд также занималась исследованиями в заполярных районах Норвегии (остров Шпицберген) и Канады (остров  Элсмир), а также в Шотландии, Новой Зеландии и в районе озера Superior в США.
Автор статей в газетах The New Yorker, New York Times , Los Angeles Times, Wall Street Journal и журнале Wired. Ведет научный блог в журнале New Yorker.

## Звания и премии
- Член Геологического общества США.
- Член женской ассоциации геологов[англ.].
- Премия Джеймса Ши (2019)[3]